# No hay boda sin caos
No hay boda sin caos (en hangul, 결혼백서; RR: Gyeolhonbaekseo) es una serie de televisión surcoreana dirigida por Seo Joo-wan y Song Je-young y protagonizada por Lee Jin-wook, Lee Yeon-hee, Kil Yong-woo y Yoon Yoo-sun. Se emitió por la plataforma de contenidos audiovisuales Kakao Tv desde el 23 de mayo hasta el 15 de junio de 2022, los lunes, martes y miércoles a las 19 horas (hora local de Corea). También se distribuye en Netflix para algunos países.

## Sinopsis
Seo Joon-hyung y Kim Na-eun se están preparando para el matrimonio con la esperanza de que su felicidad se duplique como la fórmula natural '1+1=2 '. Sin embargo, la realidad a la que se enfrentan es diferente a lo que esperaban y, en el proceso, sus problemas se profundizan. Desde la reunión de las dos familias, la compra del mobiliario, la elección del lugar de la ceremonia, la búsqueda de su hogar conyugal y la organización del gran día, la pareja tiene mucho que marcar en su lista antes de caminar hacia el altar.

## Reparto

### Principal
- Lee Jin-wook como Seo Joon-hyung. Ha vivido una vida tranquila y sin mayores dificultades, desde un ambiente familiar acomodado y armonioso hasta una buena universidad y un buen trabajo. Escucha todo lo que dice su novia Na-eun. Por el bien del matrimonio, quiere hacer lo mejor por ella. El problema es que un personaje tan puramente romántico parece un poco inmaduro para la realista y racional Na-eun.[2][5][6]
- Lee Yeon-hee como Kim Na-eun. Una hermosa novia, realista y racional, que tiene mucho afecto y mucha alegría, pero también una personalidad marcada cuando trabaja. Se ha graduado en la universidad, ha conseguido un trabajo en una gran empresa, ha sido ascendida paso a paso y tiene una relación con un novio guapo. Una persona que es querida por todos por su personalidad realista y decidida, aunque a veces confunde a los que le rodean al caer en sus propios pensamientos.[6][7]

### Secundario

#### Padres de Joon-hyung
- Kil Yong-woo como Seo Jong-soo, padre de Joon-hyung, ejecutivo de una gran corporación.[8][9]
- Yoon Yoo-sun como Park Mi-sook, madre de Joon-hyung y ama de casa.[8][9]

#### Padres de Na-eun
- Im Ha-ryong como Kim Soo-chan, el padre de Na-eun, que dirige un negocio inmobiliario con su esposa.[9]
- Kim Mi-kyung como Lee Dal-young, la madre de Na-eun, que dirige un negocio inmobiliario con su esposo.[9]

#### Compañeros y amigos de la pareja
- Hwang Seung-eon como Choi Hee-sun, una estudiante de último año en la compañía de Na-eun con un ingenio burbujeante. Después de un matrimonio fallido, es una pesimista reconocida cuando se trata de romances.[10][11]
- Song Jin-woo como Jang Min-woo, el mejor amigo de Joon-hyung, con quien ha mantenido una relación desde la universidad hasta la empresa.[11]
- Kim Joo-yeon como Lee Soo-yeon, compañera de trabajo de Na-eun.[12]

## Producción
Lee Jin-wook fue confirmado como protagonista masculino de la serie en diciembre de 2021. Se trata de un regreso al género romántico, siete años después de The Time We Were Not in Love.
El 21 de abril de 2022 se publicaron imágenes de la primera lectura del guion, a la que asistieron los dos directores así como los principales miembros del reparto: Lee Jin-wook, Lee Yeon-hee, Song Jin-woo, Hwang Seung-eon, Kim Joo-yeon, Kim Mi-kyung, Im Ha-ryong, Yun Yu-seon y Gil Yong-woo.
La serie se presentó en una conferencia de prensa en línea el 23 de mayo de 2022, con la asistencia del director Song Je-young y de los protagonistas y otros miembros del reparto.

## Banda sonora original
| Parte | Fecha de publicación | N.º | Título                                                       | Letra        | Música                                 | Artista        | Duración |
| ----- | -------------------- | --- | ------------------------------------------------------------ | ------------ | -------------------------------------- | -------------- | -------- |
| 1     | 25 de mayo de 2022   | 1   | Springtime Carol (Marry ME) (돌아버리겠네 (Marry ME))        | Kim Ho-kyung | 1601 (Seung-Hyun Jeong, Tae-Hyun Park) | Han Seung-yoon | 3:30     |
| 1     | 25 de mayo de 2022   | 2   | Springtime Carol (Marry ME) (돌아버리겠네 (Marry ME))(inst.) |              | 1601 (Seung-Hyun Jeong, Tae-Hyun Park) |                | 3:30     |
| 2     | 1 de junio de 2022   | 1   | To the Bride (신부에게)                                      | Lee Se-jun   | Park Seung-hwa                         | Ailee          | 4:18     |
| 2     | 1 de junio de 2022   | 2   | To the Bride (신부에게)(inst.)                               |              | Park Seung-hwa                         |                | 4:18     |

## Crítica
Jeong Duk-hyun (Entermedia) comenta la serie desde el mismo título original, cuya traducción es «Libro blanco sobre la boda», entendiendo aquí que debe tomarse ‘libro blanco’ como un informe emitido por algún organismo público para analizar un determinado problema y proponer soluciones. Así es como se presenta la serie, como una especie de libro de texto que aborda el problema de la organización de una boda en la sociedad surcoreana. Cada uno de los capítulos dura unos treinta minutos y resuelve un aspecto específico de la preparación sin que haya lugar para las florituras. Son todos aspectos que se han presentado ya en innumerables ocasiones, y por tanto no hay en ellos sorpresa; sin embargo, Jeong señala que la serie logra capturar al espectador gracias a la empatía en el modo de presentar a sus protagonistas y a su tono realista.
También Jung Su-jin (Biz Korea) incide en el carácter extremadamente realista de la serie en escenas como las que tocan los problemas económicos, la elección del lugar de la boda, de la casa de la familia, los muebles, etc., y por otra parte destaca la actuación de los cuatro actores que encarnan los papeles de los padres de los novios, en particular la de Im Ha-ryong, que confirma su fama de gran actor.